# Гельвела кучерява
Гельвела кучерява (Helvella crispa) — вид грибів роду гельвела (Helvella).

## Будова

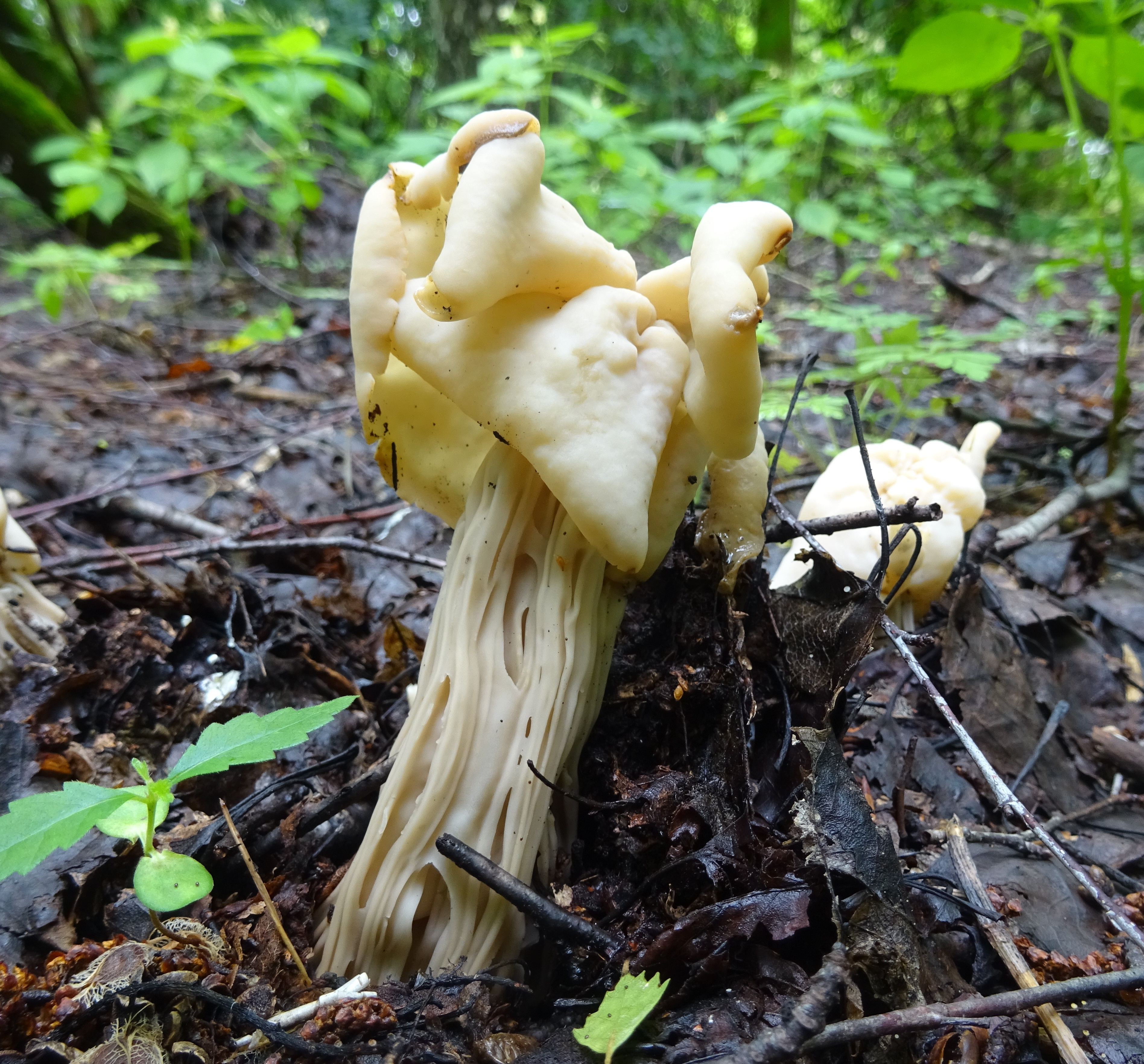
Гельвела кучерява, Київська обл., 22.07.18

Плодове тіло до 10 см висотою. Шапинка 1,5-5 см в діаметрі, 2-4-лопасна, місцями приросла до ніжки, гладка, світло-жовтувата.
Ніжка 4-7 х 1,5-3,5 см, циліндрична, до основи рівномірно розширена, порожниста, білувата, ребриста.
М'якоть білувата, тонка, ламка, без особливого запаху і смаку.
Сумки 8-спорові, циліндричні, закруглені. Споровий порошок білуватий. Спори 17-20 х 10-12 мкм, еліпсоїдні, гладкі, без кольору.

## Поширення та середовище існування
На ґрунті в листяних і мішаних лісах, на узліссі та посеред кущів, з липня до листопада.

## Практичне використання
Умовно-їстівний гриб низької якості.